# Sredni Vashtar (Film)
Im Jahre 1981 wurde Sakis Kurzgeschichte Sredni Vashtar von Regisseur Andrew Birkin verfilmt. Der Film spielt in der Nachkriegszeit des Ersten Weltkrieges, den Ort der Handlung kann man nicht näher bestimmen und Film wie Geschichte handeln von einem Jungen, welcher unter Bevormundung – im Film seiner Tante, im Buch seiner Cousine – leidet und gleichzeitig in seiner Fantasie gegen sie ankämpft.

## Handlung
Conradin ist ein zehnjähriger Junge, der unter einem schweren Gen-Defekt leidet, den er von seiner – im Alter von 20 Jahren verstorbenen – Mutter erbte, so dass er nur geringe Aussichten hat, noch lange zu leben. Da auch sein Vater in der Kriegszeit umkam, lebt der Zehnjährige bei Tante Augusta, seinem Vormund, die ihn täglich bewusst unter geheuchelter Überfürsorge leiden lässt. Sie stellt ein absurdes Regelwerk auf, um ihm ihre Ge- und vor allem Verbote aufzuzwingen. Damit sie ihn seiner letzten Freiheit berauben kann, engagiert die Tante einen Tutor, Mr. Mortimer, unter dem Vorwand, Conradin in der schulischen Laufbahn mehr fördern zu wollen. Unter diesen Umständen kann dieser nur im Garten und dem unbenutzten Schuppen hinter dem Haus spielen.
In diesen Schuppen entflieht Conradin immer häufiger. Neben einer dort lebenden Henne baut Conradin einen Schrein, in dem er sein Frettchen versteckt hält. Außerdem fängt er an, einen Kult um dieses Frettchen zu praktizieren. Gegen Tante Augustas Religion stellt Conradin „Sredni Vashtar“, zu dem er täglich um Hilfe betet, um von seiner Tante erlöst zu werden. Als Tante Augusta die häufigen Besuche im Schuppen auffallen, geht sie der Sache nach. Sie findet jedoch nur das Huhn und nimmt es gleich in Besitz. Voller Trauer über den Verlust des Huhns fleht Conradin seinen Gott erneut um Erlösung an.
Da Conradin den Schuppen immer noch häufig aufsucht, macht sich die Tante auf den Weg, den Schuppen noch einmal genauer zu untersuchen. Conradin beobachtet das Geschehen durch das Fenster und erwartet, auch sein Frettchen zu verlieren.
Die Tante kommt jedoch nicht aus dem Schuppen zurück, wohl aber erscheint Sredni Vashtar mit einer blutverschmierten Schnauze. Conradins Gebete an Sredni Vashtar wurden erhört. Um den Sieg über seine Tante zu feiern, schmiert er sich zwei Toast mit sehr viel Marmelade, was ihm sonst streng verboten war, während die Hausmädchen noch nicht wissen, wie sie ihm die Nachricht über den Tod seiner Tante überbringen sollen.

## Auszeichnungen
- 1981: British Academy Film Award, Bester Kurzfilm
- 1983: Oscar-Nominierung, Bester Kurzfilm

## Unterschiede zum Buch
- Sein Vormund ist im Buch seine Cousine Mrs. de Ropp und im Film seine Tante Augusta.
- Conradin wird im Buch nicht von einem Tutor unterrichtet.
- Im Buch gibt es keine genauen Angaben über den Tod seiner Eltern.
- Das Huhn ist in der originalen Geschichte eine Henne der Rasse Houdan.

## Filmmusik
Für die musikalische Untermalung wurde Carmina Burana von Carl Orff benutzt.